# Hvor er dog denne aften anderledes...Jøder i Danmark.
'Hvor er dog denne aften anderledes...Jøder i Danmark er en dansk dokumentarfilm fra 1982, der er instrueret af Annelise Alexandrovitsch efter eget manuskript.

## Handling
Filmen handler om det jødiske miljø i Danmark, om gravsteder og begravelsesskikke, om børnehaver, skoler og plejehjem, og om baggrunden for jødiske skikke.